# Księstwo Lippe
Hrabstwo Lippe (od 1613 Lippe-Detmold), od 1789 Księstwo Lippe – historyczne państwo w dzisiejszych Niemczech. Kraj Świętego Cesarstwa Rzymskiego. Od 1815 roku państwo Związku Niemieckiego. Od 1871 kraj Cesarstwa Niemieckiego.
Było ono położone pomiędzy Wezerą oraz południowo-wschodnią częścią Lasów Teutoburskich.

## Historia
Pierwszym władcą Lippe był Bernhard I, który, otrzymując w 1123 od cesarza rzymsko-niemieckiego Lotara III, został panem Lippe. Następcy Bernharda odziedziczyli lub zdobyli kilka krajów w Rzeszy. Szymon V był pierwszym władcą tytułującym się hrabią.
Po śmierci hrabiego Szymona VI w 1613, Lippe zostało podzielone na trzy kraje. Lippe-Detmold zostało dane Szymonowi VII, Lippe-Brake hrabiemu Ottonowi, natomiast Lippe-Alverdissen przeszło w ręce hrabiego Filipa. Hrabstwo Lippe-Brake zostało połączone pod władzą głównej linii z Detmold w 1709. Inna gałąź boczna rodziny została utworzona przez hrabię Jana Hermana, syna Szymona VII, który był założycielem linii Lippe-Biesterfeld.
W 1789 hrabiom Lippe-Detmold nadany został tytuł książęcy. Od tamtego momentu nie stosowano już członu Detmold w nazwie księstwa.
Krótko po włączeniu w skład Cesarstwa Niemieckiego w 1871, linia Lippe-Detmold wygasła w 1895. Spowodowało to spór o dziedziczenie Lippe-Detmold pomiędzy sąsiadującym księstwem Schaumburg-Lippe oraz linią Lippe-Biesterfeld. Spór został rozwiązany przez sąd cesarski w Lipsku w 1905, kiedy ziemie dostały się w ręce linii Lippe-Biesterfeld, która wcześniej nie miała żadnej ziemi.
Księstwo Lippe przestało istnieć 12 listopada 1918 roku, wraz z abdykacją księcia Leopolda IV oraz utworzeniem Wolnego Państwa Lippe.

## Władcy
Książęta
- 1789–1802 Leopold I
- 1802–1851 Leopold II
- 1851–1875 Leopold III
- 1875–1895 Waldemar
- 1895–1905 Aleksander
- 1905–1918 Leopold IV